# 乳茄
乳茄（學名：Solanum mammosum）又稱五代同堂、牛角茄、五指茄及五代同堂茄，是一種茄科的一年到多年生植物，茄屬的其中一種，它亦是番茄的親戚。該有毒果實原生於南美洲，但現已歸化於中美洲及加勒比海地區。

## 特点
乳茄为直立草本，高约一米，茎枝被短柔毛及扁刺，刺蜡黄色，光亮，直或略弯。其浆果呈倒梨状，外面土黄色，内面白色，有乳头状凸起，也因此得名“乳茄”。在中医学中，其果实可入药，别名为五角丁茄，味苦、性寒、有毒，具有清热解毒消肿的功效。在中国主要产于广东、广西和云南。
在中国民间文化中，乳茄是一种吉祥的植物，象征五福临门、金玉满堂、富贵发财；又因取名五代同堂，寓意有子孙繁衍不息、代代相传之意；又有“五子登科”之意，常作为年花使用。

## 外部連結
- 乳茄 Ruqie（页面存档备份，存于） 藥用植物圖像資料庫 (香港浸會大學中醫藥學院) （繁體中文）（英文）